# Survival 3C Masters 2019/2

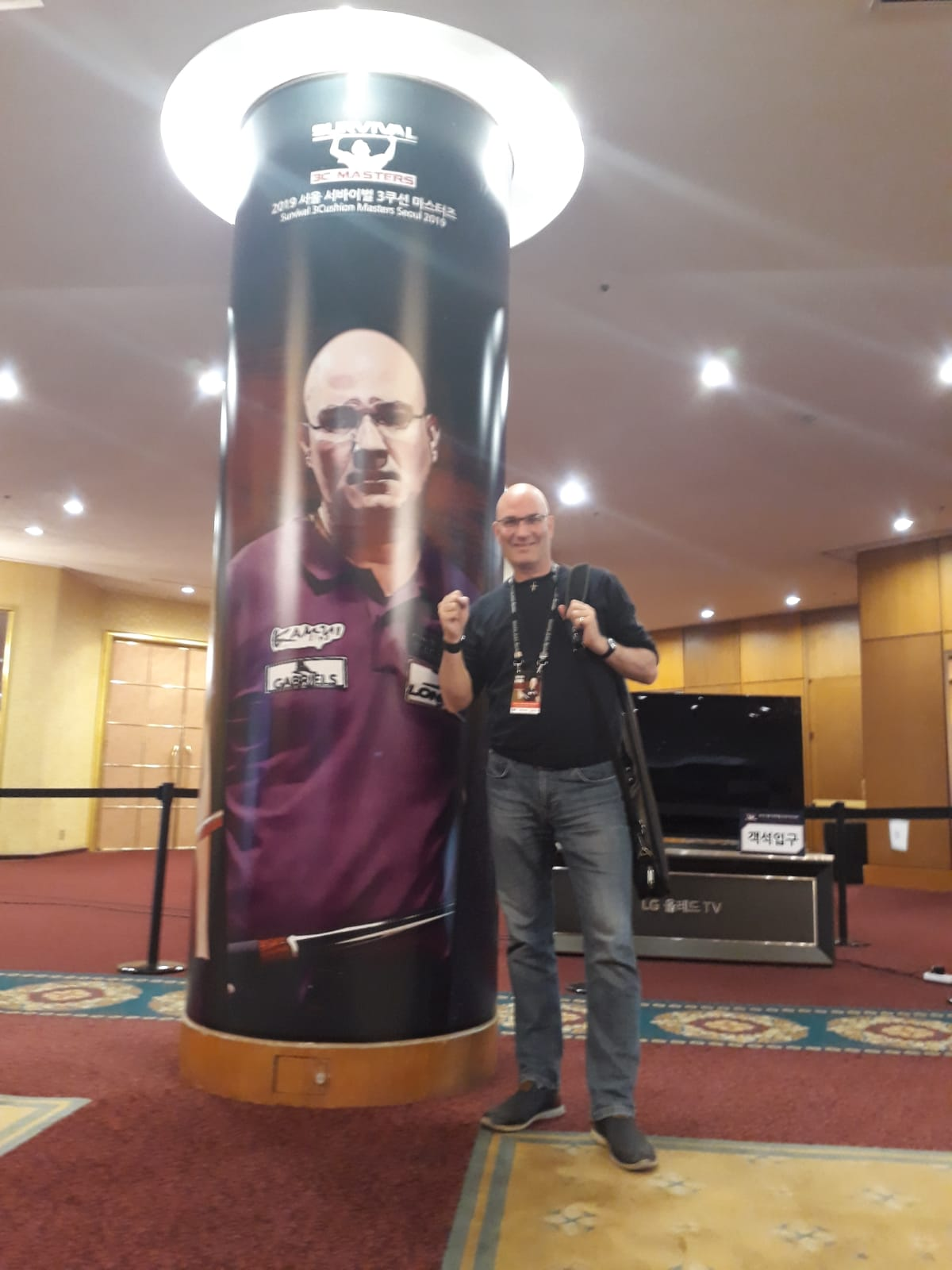
Martin Horn im Vorraum

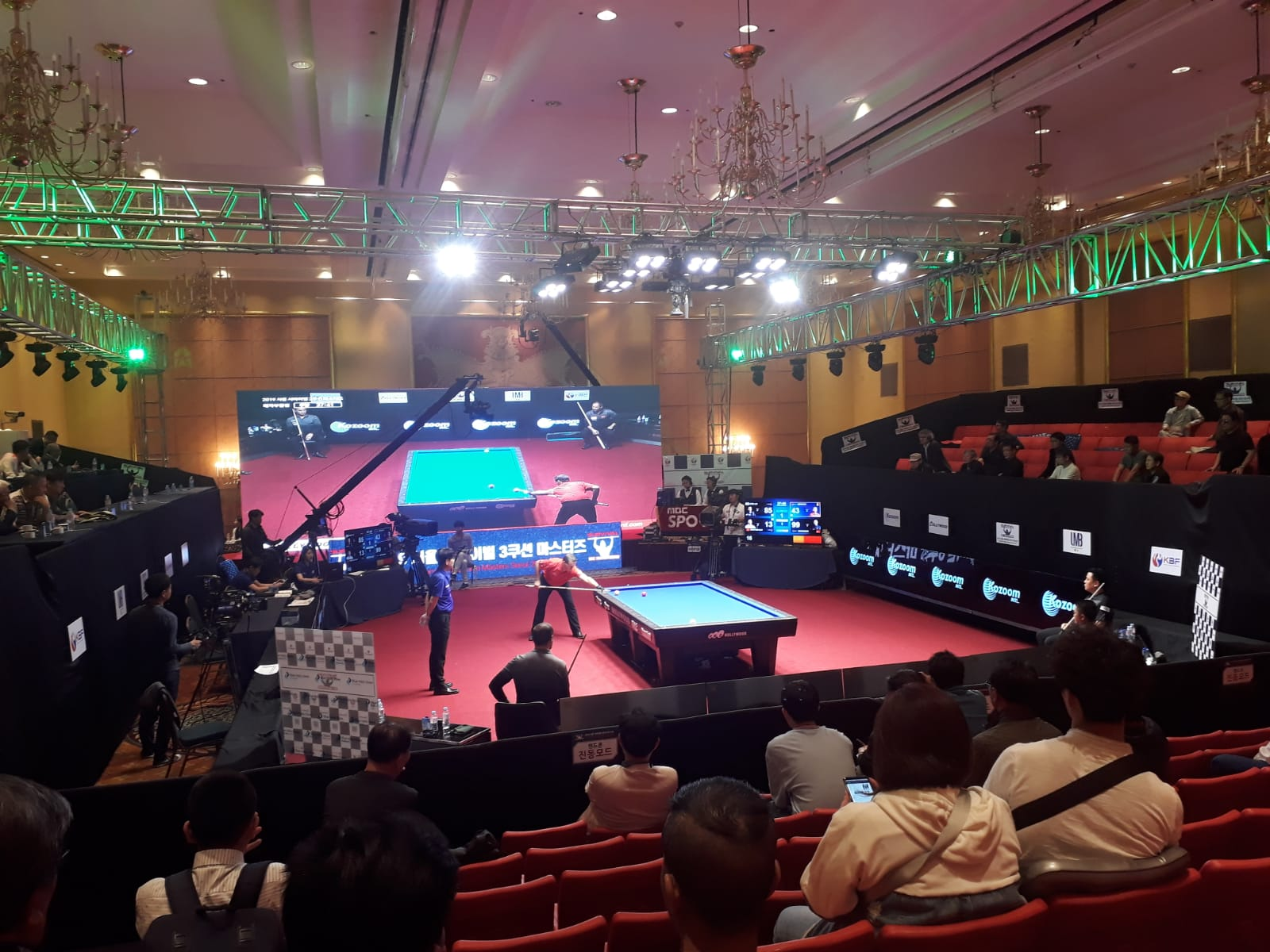
Der Turniersaal

Das Survival 3C Masters 2019/2 (auch: 3CC Masters) ist eine Dreiband-Turnierserie in der Disziplin des Karambolagebillards und fand vom 9. bis zum 12. Mai in Soul in Korea statt. Das Turnier wurde wieder als Survival 3C Masters von der UMB und Kozoom ausgerichtet. Durch das hohe Preisgeld von 241.600 US$ ist es eine der höchstdotierten Turnierserien der UMB.

## Geschichte
Nach der Einigung der UMB und der KBF sind keine Spieler mehr vom Turnier ausgeschlossen. Somit sind die ersten Zwanzig der Weltrangliste automatisch für das Turnier qualifiziert. Hinzu kommen vier durch die UMB und Kozoom ausgesuchte Akteure die eine Wildcard erhalten.

## Preisgeld
| Preisgeld ($) | Preisgeld ($) |
| ------------- | ------------- |
| Sieger        | 50.000        |
| Finalist      | 21.000        |
| 3. Platz      | 18.000        |
| 4. Platz      | 15.000        |
| 5. – 8.       | 10.000        |
| 9. – 16.      | 7.000         |
| 17. – 24.     | 5.200         |
| Insgesamt     | 241.600       |

## Gesetzte Spieler und Wildcards
20 Plätze nach Weltrangliste
1. Dick Jaspers
2. Frédéric Caudron
3. Cho Jae-ho
4. Semih Saygıner
5. Tayfun Taşdemir
6. Trần Quyết Chiến
7. Marco Zanetti
8. Eddy Merckx
9. Nguyễn Quốc Nguyện
10. Murat Naci Çoklu
11. Jérémy Bury
12. Heo Jung-han
13. Sameh Sidhom
14. Ngô Đình Nại
15. Kim Haeng-jik
16. Choi Sung-won
17. Eddy Leppens
18. Daniel Sánchez
19. Torbjörn Blomdahl
20. Martin Horn

Wildcardspieler
1. Cho Myung-woo
2. Choi Wan-young
3. Kang In-won
4. Kim Dong-ryong

## Qualifikation
Platz 1 und 2 qualifizieren sich für die zweite Chance.
| Abschlusstabelle Gruppe A | Abschlusstabelle Gruppe A | Abschlusstabelle Gruppe A | Abschlusstabelle Gruppe A | Abschlusstabelle Gruppe A | Abschlusstabelle Gruppe A | Abschlusstabelle Gruppe A | Abschlusstabelle Gruppe A |
| Platz                     | Name                      | Pkt. (+ 2x30)             | Pkt.                      | Aufn.                     | GD                        | 1. HS                     | 2. HS                     |
| ------------------------- | ------------------------- | ------------------------- | ------------------------- | ------------------------- | ------------------------- | ------------------------- | ------------------------- |
| 1                         | Murat Naci Çoklu          | 153                       | 49                        | 15                        | 3,266                     | 11                        | 7                         |
| 2                         | Choi Sung-won             | 45                        | 22                        | 15                        | 1,466                     | 5                         | 5                         |
| 3                         | Trần Quyết Chiến          | 25                        | 17                        | 15                        | 1,133                     | 4                         | 3                         |
| 4                         | Choi Wan-young            | 17                        | 15                        | 15                        | 1,000                     | 5                         | 5                         |

| Abschlusstabelle Gruppe B | Abschlusstabelle Gruppe B | Abschlusstabelle Gruppe B | Abschlusstabelle Gruppe B | Abschlusstabelle Gruppe B | Abschlusstabelle Gruppe B | Abschlusstabelle Gruppe B | Abschlusstabelle Gruppe B |
| Platz                     | Name                      | Pkt. (+ 2x30)             | Pkt.                      | Aufn.                     | GD                        | 1. HS                     | 2. HS                     |
| ------------------------- | ------------------------- | ------------------------- | ------------------------- | ------------------------- | ------------------------- | ------------------------- | ------------------------- |
| 1                         | Kim Haeng-jik             | 64                        | 24                        | 15                        | 1,600                     | 6                         | 5                         |
| 2                         | Martin Horn               | 64                        | 24                        | 15                        | 1,600                     | 6                         | 5                         |
| 3                         | Dick Jaspers              | 64                        | 24                        | 15                        | 1,600                     | 8                         | 6                         |
| 4                         | Jérémy Bury               | 48                        | 20                        | 15                        | 1,333                     | 5                         | 3                         |

| Abschlusstabelle Gruppe C | Abschlusstabelle Gruppe C | Abschlusstabelle Gruppe C | Abschlusstabelle Gruppe C | Abschlusstabelle Gruppe C | Abschlusstabelle Gruppe C | Abschlusstabelle Gruppe C | Abschlusstabelle Gruppe C |
| Platz                     | Name                      | Pkt. (+ 2x30)             | Pkt.                      | Aufn.                     | GD                        | 1. HS                     | 2. HS                     |
| ------------------------- | ------------------------- | ------------------------- | ------------------------- | ------------------------- | ------------------------- | ------------------------- | ------------------------- |
| 1                         | Eddy Leppens              | 91                        | 34                        | 15                        | 2,266                     | 12                        | 5                         |
| 2                         | Frédéric Caudron          | 80                        | 31                        | 15                        | 2,066                     | 10                        | 4                         |
| 3                         | Heo Jung-han              | 37                        | 19                        | 15                        | 1,461                     | 5                         | 4                         |
| 4                         | Cho Myung-woo             | 32                        | 20                        | 15                        | 1,333                     | 5                         | 3                         |

| Abschlusstabelle Gruppe D | Abschlusstabelle Gruppe D | Abschlusstabelle Gruppe D | Abschlusstabelle Gruppe D | Abschlusstabelle Gruppe D | Abschlusstabelle Gruppe D | Abschlusstabelle Gruppe D | Abschlusstabelle Gruppe D |
| Platz                     | Name                      | Pkt. (+ 2x30)             | Pkt.                      | Aufn.                     | GD                        | 1. HS                     | 2. HS                     |
| ------------------------- | ------------------------- | ------------------------- | ------------------------- | ------------------------- | ------------------------- | ------------------------- | ------------------------- |
| 1                         | Marco Zanetti             | 99                        | 34                        | 14                        | 2,428                     | 22                        | 4                         |
| 2                         | Ngô Đình Nại              | 55                        | 23                        | 14                        | 1,642                     | 5                         | 5                         |
| 3                         | Kim Dong-ryong            | 47                        | 21                        | 14                        | 1,500                     | 5                         | 3                         |
| 4                         | Cho Jae-ho                | 39                        | 19                        | 14                        | 1,357                     | 4                         | 3                         |

| Abschlusstabelle Gruppe E | Abschlusstabelle Gruppe E | Abschlusstabelle Gruppe E | Abschlusstabelle Gruppe E | Abschlusstabelle Gruppe E | Abschlusstabelle Gruppe E | Abschlusstabelle Gruppe E | Abschlusstabelle Gruppe E |
| Platz                     | Name                      | Pkt. (+ 2x30)             | Pkt.                      | Aufn.                     | GD                        | 1. HS                     | 2. HS                     |
| ------------------------- | ------------------------- | ------------------------- | ------------------------- | ------------------------- | ------------------------- | ------------------------- | ------------------------- |
| 1                         | Daniel Sánchez            | 98                        | 36                        | 16                        | 2,250                     | 10                        | 5                         |
| 2                         | Torbjörn Blomdahl         | 70                        | 29                        | 16                        | 1,812                     | 8                         | 4                         |
| 3                         | Eddy Merckx               | 54                        | 25                        | 16                        | 1,562                     | 8                         | 4                         |
| 4                         | Semih Saygıner            | 18                        | 16                        | 16                        | 1,000                     | 4                         | 4                         |

| Abschlusstabelle Gruppe F | Abschlusstabelle Gruppe F | Abschlusstabelle Gruppe F | Abschlusstabelle Gruppe F | Abschlusstabelle Gruppe F | Abschlusstabelle Gruppe F | Abschlusstabelle Gruppe F | Abschlusstabelle Gruppe F |
| Platz                     | Name                      | Pkt. (+ 2x30)             | Pkt.                      | Aufn.                     | GD                        | 1. HS                     | 2. HS                     |
| ------------------------- | ------------------------- | ------------------------- | ------------------------- | ------------------------- | ------------------------- | ------------------------- | ------------------------- |
| 1                         | Kang In-won               | 95                        | 35                        | 15                        | 2,333                     | 10                        | 6                         |
| 2                         | Tayfun Taşdemir           | 91                        | 34                        | 15                        | 2,266                     | 12                        | 7                         |
| 3                         | Nguyễn Quốc Nguyện        | 27                        | 18                        | 15                        | 1,200                     | 5                         | 4                         |
| 4                         | Sameh Sidhom              | 27                        | 18                        | 15                        | 1,200                     | 5                         | 3                         |

## 2. Chance
Platz 1 und der beste Zweite nach Punkten qualifizieren sich für das Viertelfinale.
| Abschlusstabelle Gruppe G | Abschlusstabelle Gruppe G | Abschlusstabelle Gruppe G | Abschlusstabelle Gruppe G | Abschlusstabelle Gruppe G | Abschlusstabelle Gruppe G | Abschlusstabelle Gruppe G | Abschlusstabelle Gruppe G |
| Platz                     | Name                      | Pkt. (+ 2x30)             | Pkt.                      | Aufn.                     | GD                        | 1. HS                     | 2. HS                     |
| ------------------------- | ------------------------- | ------------------------- | ------------------------- | ------------------------- | ------------------------- | ------------------------- | ------------------------- |
| 1                         | Choi Wan-young            | 90                        | 28                        | 14                        | 2,000                     | 7                         | 4                         |
| 2                         | Dick Jaspers              | 86                        | 27                        | 14                        | 1,928                     | 8                         | 4                         |
| 3                         | Trần Quyết Chiến          | 50                        | 18                        | 14                        | 1,285                     | 5                         | 5                         |
| 4                         | Jérémy Bury               | 14                        | 9                         | 14                        | 0,642                     | 3                         | 2                         |

| Abschlusstabelle Gruppe H | Abschlusstabelle Gruppe H | Abschlusstabelle Gruppe H | Abschlusstabelle Gruppe H | Abschlusstabelle Gruppe H | Abschlusstabelle Gruppe H | Abschlusstabelle Gruppe H | Abschlusstabelle Gruppe H |
| Platz                     | Name                      | Pkt. (+ 2x30)             | Pkt.                      | Aufn.                     | GD                        | 1. HS                     | 2. HS                     |
| ------------------------- | ------------------------- | ------------------------- | ------------------------- | ------------------------- | ------------------------- | ------------------------- | ------------------------- |
| 1                         | Cho Jae-ho                | 96                        | 35                        | 15                        | 2,333                     | 6                         | 6                         |
| 2                         | Semih Saygıner            | 66                        | 27                        | 15                        | 1,800                     | 7                         | 6                         |
| 3                         | Eddy Merckx               | 66                        | 27                        | 15                        | 1,800                     | 7                         | 4                         |
| 4                         | Nguyễn Quốc Nguyện        | 12                        | 13                        | 14                        | 0,928                     | 7                         | 2                         |

| Abschlusstabelle Gruppe I | Abschlusstabelle Gruppe I | Abschlusstabelle Gruppe I | Abschlusstabelle Gruppe I | Abschlusstabelle Gruppe I | Abschlusstabelle Gruppe I | Abschlusstabelle Gruppe I | Abschlusstabelle Gruppe I |
| Platz                     | Name                      | Pkt. (+ 2x30)             | Pkt.                      | Aufn.                     | GD                        | 1. HS                     | 2. HS                     |
| ------------------------- | ------------------------- | ------------------------- | ------------------------- | ------------------------- | ------------------------- | ------------------------- | ------------------------- |
| 1                         | Heo Jung-han              | 87                        | 31                        | 19                        | 1,631                     | 8                         | 5                         |
| 2                         | Sameh Sidhom              | 71                        | 27                        | 19                        | 1,421                     | 5                         | 4                         |
| 3                         | Cho Myung-woo             | 61                        | 25                        | 19                        | 1,315                     | 5                         | 5                         |
| 4                         | Kim Dong-ryong            | 21                        | 11                        | 18                        | 0,611                     | 3                         | 3                         |

## Viertelfinale
Die beiden Gruppenersten qualifizieren sich für das Halbfinale.
| Abschlusstabelle Gruppe J | Abschlusstabelle Gruppe J | Abschlusstabelle Gruppe J | Abschlusstabelle Gruppe J | Abschlusstabelle Gruppe J | Abschlusstabelle Gruppe J | Abschlusstabelle Gruppe J | Abschlusstabelle Gruppe J |
| Platz                     | Name                      | Pkt. (+ 2x30)             | Pkt.                      | Aufn.                     | GD                        | 1. HS                     | 2. HS                     |
| ------------------------- | ------------------------- | ------------------------- | ------------------------- | ------------------------- | ------------------------- | ------------------------- | ------------------------- |
| 1                         | Torbjörn Blomdahl         | 73                        | 31                        | 14                        | 2,214                     | 8                         | 7                         |
| 2                         | Dick Jaspers              | 73                        | 31                        | 14                        | 2,214                     | 7                         | 4                         |
| 3                         | Frédéric Caudron          | 61                        | 28                        | 14                        | 2,000                     | 8                         | 8                         |
| 4                         | Murat Naci Çoklu          | 33                        | 21                        | 14                        | 1,500                     | 7                         | 6                         |

| Abschlusstabelle Gruppe K | Abschlusstabelle Gruppe K | Abschlusstabelle Gruppe K | Abschlusstabelle Gruppe K | Abschlusstabelle Gruppe K | Abschlusstabelle Gruppe K | Abschlusstabelle Gruppe K | Abschlusstabelle Gruppe K |
| Platz                     | Name                      | Pkt. (+ 2x30)             | Pkt.                      | Aufn.                     | GD                        | 1. HS                     | 2. HS                     |
| ------------------------- | ------------------------- | ------------------------- | ------------------------- | ------------------------- | ------------------------- | ------------------------- | ------------------------- |
| 1                         | Marco Zanetti             | 95                        | 32                        | 17                        | 1,882                     | 11                        | 5                         |
| 2                         | Heo Jung-han              | 83                        | 29                        | 17                        | 1,705                     | 8                         | 6                         |
| 3                         | Tayfun Taşdemir           | 31                        | 16                        | 17                        | 0,941                     | 6                         | 3                         |
| 4                         | Martin Horn               | 31                        | 16                        | 17                        | 0,941                     | 4                         | 3                         |

| Abschlusstabelle Gruppe L | Abschlusstabelle Gruppe L | Abschlusstabelle Gruppe L | Abschlusstabelle Gruppe L | Abschlusstabelle Gruppe L | Abschlusstabelle Gruppe L | Abschlusstabelle Gruppe L | Abschlusstabelle Gruppe L |
| Platz                     | Name                      | Pkt. (+ 2x30)             | Pkt.                      | Aufn.                     | GD                        | 1. HS                     | 2. HS                     |
| ------------------------- | ------------------------- | ------------------------- | ------------------------- | ------------------------- | ------------------------- | ------------------------- | ------------------------- |
| 1                         | Choi Wan-young            | 104                       | 35                        | 16                        | 2,187                     | 9                         | 5                         |
| 2                         | Daniel Sánchez            | 72                        | 27                        | 16                        | 1,687                     | 13                        | 4                         |
| 3                         | Kim Haeng-jik             | 56                        | 23                        | 16                        | 1,437                     | 6                         | 3                         |
| 4                         | Ngô Đình Nại              | 8                         | 11                        | 16                        | 0,687                     | 6                         | 2                         |

| Abschlusstabelle Gruppe M | Abschlusstabelle Gruppe M | Abschlusstabelle Gruppe M | Abschlusstabelle Gruppe M | Abschlusstabelle Gruppe M | Abschlusstabelle Gruppe M | Abschlusstabelle Gruppe M | Abschlusstabelle Gruppe M |
| Platz                     | Name                      | Pkt. (+ 2x30)             | Pkt.                      | Aufn.                     | GD                        | 1. HS                     | 2. HS                     |
| ------------------------- | ------------------------- | ------------------------- | ------------------------- | ------------------------- | ------------------------- | ------------------------- | ------------------------- |
| 1                         | Kang In-won               | 92                        | 38                        | 14                        | 2,714                     | 7                         | 6                         |
| 2                         | Cho Jae-ho                | 71                        | 32                        | 14                        | 2,285                     | 10                        | 4                         |
| 3                         | Eddy Leppens              | 64                        | 29                        | 14                        | 2,071                     | 7                         | 6                         |
| 4                         | Choi Sung-won             | 13                        | 8                         | 10                        | 0,800                     | 2                         | 1                         |

## Halbfinale
Die beiden Gruppenersten qualifizieren sich für das Finale.
| Abschlusstabelle Gruppe N | Abschlusstabelle Gruppe N | Abschlusstabelle Gruppe N | Abschlusstabelle Gruppe N | Abschlusstabelle Gruppe N | Abschlusstabelle Gruppe N | Abschlusstabelle Gruppe N | Abschlusstabelle Gruppe N |
| Platz                     | Name                      | Pkt. (+ 2x30)             | Pkt.                      | Aufn.                     | GD                        | 1. HS                     | 2. HS                     |
| ------------------------- | ------------------------- | ------------------------- | ------------------------- | ------------------------- | ------------------------- | ------------------------- | ------------------------- |
| 1                         | Heo Jung-han              | 135                       | 42                        | 17                        | 2,470                     | 8                         | 7                         |
| 2                         | Cho Jae-ho                | 47                        | 20                        | 19                        | 1,176                     | 4                         | 3                         |
| 3                         | Choi Wan-young            | 47                        | 22                        | 17                        | 1,294                     | 5                         | 4                         |
| 4                         | Torbjörn Blomdahl         | 11                        | 11                        | 17                        | 0,647                     | 2                         | 2                         |

| Abschlusstabelle Gruppe O | Abschlusstabelle Gruppe O | Abschlusstabelle Gruppe O | Abschlusstabelle Gruppe O | Abschlusstabelle Gruppe O | Abschlusstabelle Gruppe O | Abschlusstabelle Gruppe O | Abschlusstabelle Gruppe O |
| Platz                     | Name                      | Pkt. (+ 2x30)             | Pkt.                      | Aufn.                     | GD                        | 1. HS                     | 2. HS                     |
| ------------------------- | ------------------------- | ------------------------- | ------------------------- | ------------------------- | ------------------------- | ------------------------- | ------------------------- |
| 1                         | Dick Jaspers              | 151                       | 45                        | 15                        | 3,000                     | 12                        | 12                        |
| 2                         | Kang In-won               | 59                        | 22                        | 15                        | 1,466                     | 5                         | 4                         |
| 3                         | Daniel Sánchez            | 19                        | 12                        | 15                        | 0,800                     | 5                         | 4                         |
| 4                         | Marco Zanetti             | 11                        | 10                        | 15                        | 0,666                     | 4                         | 2                         |

## Finale
| Abschlusstabelle Gruppe P | Abschlusstabelle Gruppe P | Abschlusstabelle Gruppe P | Abschlusstabelle Gruppe P | Abschlusstabelle Gruppe P | Abschlusstabelle Gruppe P | Abschlusstabelle Gruppe P | Abschlusstabelle Gruppe P |
| Platz                     | Name                      | Pkt. (+ 2x30)             | Pkt.                      | Aufn.                     | GD                        | 1. HS                     | 2. HS                     |
| ------------------------- | ------------------------- | ------------------------- | ------------------------- | ------------------------- | ------------------------- | ------------------------- | ------------------------- |
| 1                         | Dick Jaspers              | 80                        | 27                        | 16                        | 1,687                     | 10                        | 4                         |
| 2                         | Heo Jung-han              | 68                        | 24                        | 16                        | 1,500                     | 3                         | 2                         |
| 3                         | Cho Jae-ho                | 48                        | 19                        | 16                        | 1,187                     | 5                         | 3                         |
| 4                         | Kang In-won               | 44                        | 18                        | 16                        | 1,125                     | 5                         | 4                         |

## Abschlusstabelle
| Endklassement   | Endklassement | Endklassement      | Endklassement | Endklassement | Endklassement | Endklassement | Endklassement | Endklassement | Endklassement |
| Phase           | Platz         | Name               | Pkt. (+ 2x30) | Pkt.          | Aufn.         | GD            | BED           | HS            | Preisgeld     |
| --------------- | ------------- | ------------------ | ------------- | ------------- | ------------- | ------------- | ------------- | ------------- | ------------- |
| Finale          | 1             | Dick Jaspers       | 454           | 154           | 74            | 2,081         | 3,000         | 12            | 50.000 US$    |
| Finale          | 2             | Heo Jung-han       | 410           | 145           | 84            | 1,726         | 2,470         | 8             | 21.000 US$    |
| Finale          | 3             | Cho Jae-ho         | 301           | 125           | 78            | 1,602         | 2,333         | 10            | 18.000 US$    |
| Finale          | 4             | Kang In-won        | 290           | 113           | 60            | 1,883         | 2,714         | 10            | 15.000 US$    |
| Halb- Finale    | 5             | Marco Zanetti      | 205           | 76            | 46            | 1,652         | 2,428         | 22            | 10.000 US$    |
| Halb- Finale    | 6             | Daniel Sánchez     | 189           | 75            | 47            | 1,595         | 2,250         | 13            | 10.000 US$    |
| Halb- Finale    | 7             | Torbjörn Blomdahl  | 154           | 71            | 47            | 1,510         | 2,214         | 8             | 10.000 US$    |
| Halb- Finale    | 8             | Choi Wan-young     | 286           | 107           | 62            | 1,725         | 2,187         | 9             | 10.000 US$    |
| Viertel- Finale | 9             | Murat Naci Çoklu   | 186           | 70            | 29            | 2,413         | 3,266         | 11            | 7.000 US$     |
| Viertel- Finale | 10            | Eddy Leppens       | 155           | 63            | 29            | 2,172         | 2,266         | 12            | 7.000 US$     |
| Viertel- Finale | 11            | Frédéric Caudron   | 141           | 59            | 29            | 2,034         | 2,066         | 10            | 7.000 US$     |
| Viertel- Finale | 12            | Tayfun Taşdemir    | 122           | 65            | 32            | 2,031         | 2,266         | 12            | 7.000 US$     |
| Viertel- Finale | 13            | Kim Haeng-jik      | 120           | 47            | 31            | 1,516         | 1,600         | 6             | 7.000 US$     |
| Viertel- Finale | 14            | Martin Horn        | 95            | 40            | 32            | 1,250         | 1,600         | 6             | 7.000 US$     |
| Viertel- Finale | 15            | Ngô Đình Nại       | 63            | 34            | 30            | 1,133         | 1,642         | 6             | 7.000 US$     |
| Viertel- Finale | 16            | Choi Sung-won      | 58            | 30            | 25            | 1,200         | 1,466         | 5             | 7.000 US$     |
| 2.- Chance      | 17            | Eddy Merckx        | 120           | 52            | 31            | 1,677         | 1,800         | 8             | 5.200 US$     |
| 2.- Chance      | 18            | Sameh Sidhom       | 98            | 45            | 34            | 1,323         | 1,421         | 5             | 5.200 US$     |
| 2.- Chance      | 19            | Cho Myung-woo      | 93            | 45            | 34            | 1,323         | 1,333         | 5             | 5.200 US$     |
| 2.- Chance      | 20            | Semih Saygıner     | 84            | 43            | 31            | 1,387         | 1,800         | 7             | 5.200 US$     |
| 2.- Chance      | 21            | Trần Quyết Chiến   | 75            | 35            | 29            | 1,206         | 1,285         | 5             | 5.200 US$     |
| 2.- Chance      | 22            | Kim Dong-ryong     | 68            | 32            | 33            | 0,969         | 1,500         | 5             | 5.200 US$     |
| 2.- Chance      | 23            | Jérémy Bury        | 62            | 29            | 29            | 1,000         | 1,333         | 5             | 5.200 US$     |
| 2.- Chance      | 24            | Nguyễn Quốc Nguyện | 39            | 31            | 29            | 1,068         | 1,200         | 7             | 5.200 US$     |

| Legende | Legende                                       |
| --- | --------------------------------------------- |
| Abk. | Bedeutung                                     |
| Pkt. | erzielte Punkte                               |
| Aufn. | benötigte Aufnahmen                           |
| ED | Einzeldurchschnitt                            |
| GD | Generaldurchschnitt                           |
| VGD | Verhältnismässiger Generaldurchschnitt        |
| BMD | Bester Mannschaftsdurchschnitt                |
| BED | Bester Einzeldurchschnitt                     |
| BSD | Bester Satzdurchschnitt                       |
| BEVD | Bester Einzel Verhältnismässiger Durchschnitt |
| HS | Höchstserie                                   |
| MP | Match Points                                  |
| PP | Partie Punkte                                 |
| G-U-V | Gewonnen-Unentschieden-Verloren               |
| SV | Satzverhältnis                                |
| WRP | Weltranglistenpunkte                          |
| | 1. Platz (Gold)                               |
| | 2. Platz (Silber)                             |
| | 3. Platz (Bronze)                             |
| | Bester GD des Turniers/Runde                  |
| | Bester VGD des Turniers/Runde                 |
| | Bester ED des Turniers/Runde                  |
| | Bester BVGD des Turniers/Runde                |
| | Beste HS des Turniers/Runde                   |
| (Evtl. finden nicht alle Begriffe Anwendung oder einige sind nicht aufgeführt. Diese können in der Liste der Karambolage-Begriffe nachgesehen werden.) |                                               |